# 10487 Danpeterson
10487 Danpeterson eller 1985 GP1 är en asteroid i huvudbältet som upptäcktes den 14 april 1985 av det amerikanska astronom paret Eugene M. och Carolyn S. Shoemaker vid Palomar-observatoriet. Den är uppkallad efter Dan Peterson.
Asteroiden har en diameter på ungefär 6 kilometer och den tillhör asteroidgruppen Phocaea.